# Emmanuel Dénarié
Pour les articles homonymes, voir Dénarié.
Emmanuel Dénarié, né le 25 décembre 1857 à Chambéry et mort dans la même ville le 16 juillet 1926, est un avocat, poète et dramaturge français. Il fut président de l'Académie des sciences, belles-lettres et arts de Savoie.

## Biographie

### Origine
Emmanuel Dénarié est né le 25 décembre 1857 à Chambéry, capitale du duché de Savoie. Il est le fils du docteur Gaspard Dénarié, également membre de l'Académie.
Il épouse Victorine Rey (1857-1941), sans descendance.

### Carrière
Il fait ses études au collège des Jésuites de Saint-Étienne, avant d'entamer son droit.
Il se lance dans la littérature, notamment sous le regard et les conseils de son ami, Henry Bordeaux. Ils publieront ensemble d'ailleurs Un médecin de campagne, en 1911. Son poème dialogué (saynète en vers), Une légende de l'art, mettant Hans Memling à Bruges, reçoit un prix de l'Académie des sciences, belles-lettres et arts de Savoie, dont il deviendra membre.
En 1923, il reçoit le prix Archon-Despérouses.
Sur l'Annexion de la Savoie à la France de 1860, il rédige avec le comte Amé d'Oncieu de la Bâtie un drame "1859".

### Activités
Il est élu à l'Académie des sciences, belles-lettres et arts de Savoie avec la qualité de « membre effectif », le 1er juin 1893. Il en devient président de 1917 à 1926.

## Œuvres
- La chapelle des morts, Libr. Plon, Paris, 1928 ;
- Le maître de Bruges (théâtre), 1923 ;
- Le maître à l'école, pièce en un acte en vers, représentée le 15 janvier 1922 à l'Odéon, pour le tricentenaire de Molière[9]
- La mort de Molière (poésie), 1922 ;
- Le Curé des Avranches (roman), 1921, préface d'Henry Bordeaux, prix Marcelin Guérin de l’Académie française en 1922 ;
- Fra Angelico : triptyque en vers Première présentation au théâtre du cercle d'Aix-les-Bains, le 25 août 1906 ;
- Terre promise. Mélodie (poésie), 1917 (lire en ligne sur Gallica) ;
- Un médecin de campagne (drame en deux actes) avec Henry Bordeaux, 1911[5] ;
- Une légende de l'art, poème dialogué, Impr. savoisienne, Chambéry, 1890